# Atelopus guanujo
Espèce
Statut de conservation UICN

 CR A2ace : 
En danger critique
Atelopus guanujo est une espèce d'amphibiens de la famille des Bufonidae.

## Répartition
Cette espèce est endémique de la province de Bolívar en Équateur. Elle se rencontre dans la haute vallée du Río Chimbo entre 2 600 et 2 923 m d'altitude dans la cordillère Occidentale.

## Description
Les mâles mesurent de 29,9 à 37,1 mm et les femelles de 35,0 à 46,0 mm.

## Publication originale
- Coloma, 2002 : Two New Species of Atelopus (Anura: Bufonidae) from Ecuador. Herpetologica, vol. 58, no 2, p. 229-252 (texte intégral).